# サンキスト・グローワーズ
サンキスト・グローワーズ（英語: Sunkist Growers, Incorporated）は、アメリカ合衆国の柑橘類生産者販売協同組合。「サンキスト」ブランドを所有。1893年設立。カリフォルニア州とアリゾナ州の生産者組合員約6,000名からなる。

## 歴史
1893年に「南カリフォルニア青果協同組合（Southern California Fruit Exchange）」として設立。設立者は、「カリフォルニア柑橘類産業の父」と呼ばれるエドワード・L・ドレハー（Edward L. Dreher）とその父P・J・ドレハー（P.J. Dreher）。急激にロサンゼルス郡やベンチュラ郡の生産者にも広がり始め、1905年には5,000人、カリフォルニアの生産者の45%が加入していた。そのため「カリフォルニア青果協同組合（California Fruit Growers Exchange）」と改称。
1908年に「サンキスト」の名前を最高品質のオレンジに導入し、ブランド付きの最初の果物となる。
現在は6,000名の組合員がおり、取引から生まれる協同組合の利益はすべて組合員に還元する非営利団体である。

## 商標「サンキスト」のライセンス事業
「サンキスト（Sunkist）」ブランドは現在、世界45ヵ国以上で600種類の果物そのもの以外の製品に使用されており、そのほとんどが果物味の清涼飲料水、食品、ビタミン栄養剤などである。世界各国の食品会社や飲料会社にブランド使用権の許諾契約をし、そのライセンス料を組合の収入源の一部としている。

### 主な商品

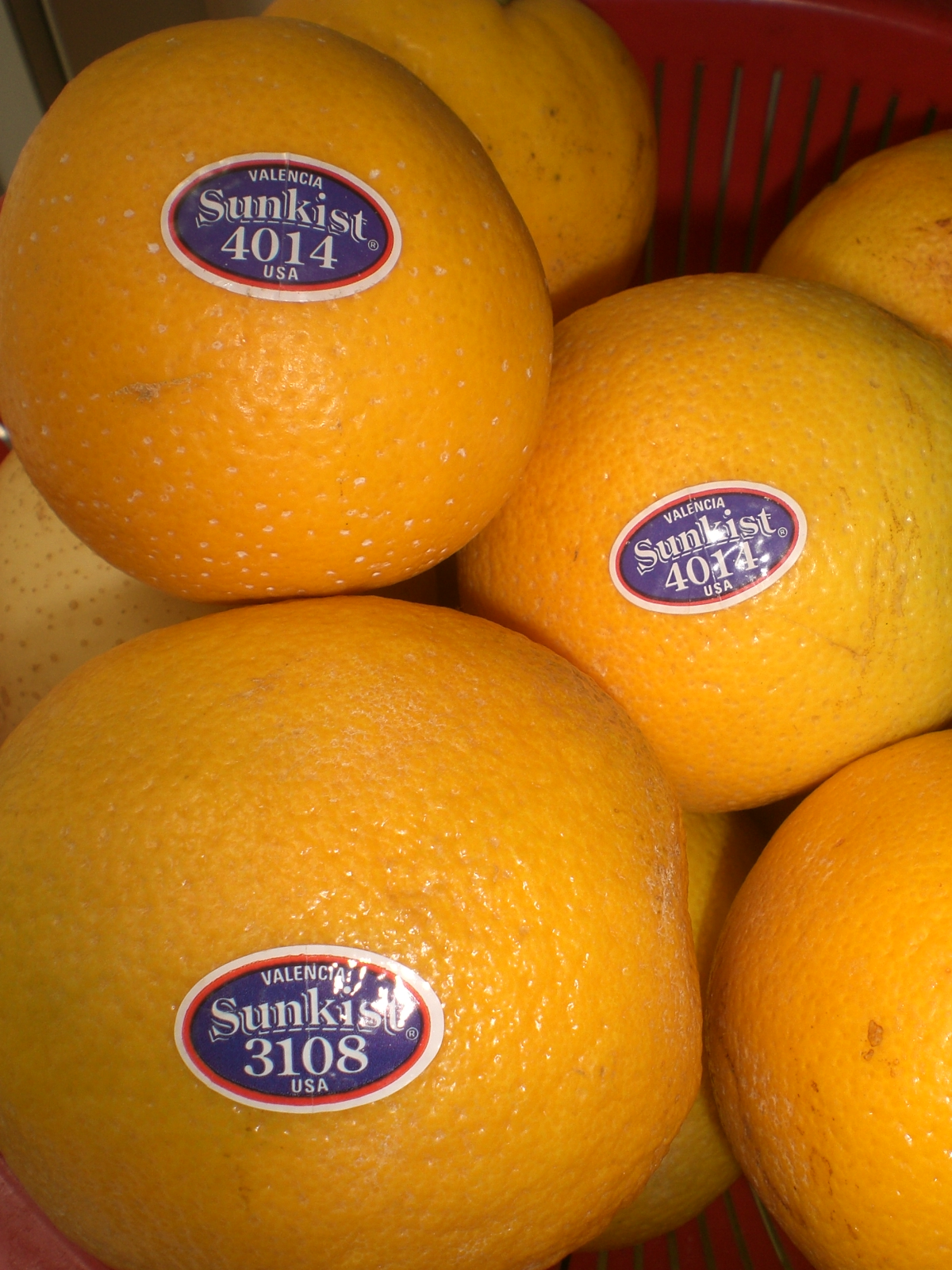
新奇士

#### アメリカ
- 「サンキスト・オレンジ・ソーダ」などの清涼飲料水については、キャドバリー・シュウェップスの子会社「キャドバリー・シュウェップス・アメリカズ・ベバリッジズ（Cadbury Schweppes Americas Beverages）」で生産・販売されている。
- 「サンキスト・フルーツ・ジェムズ」：フルーツ味のキャンディー
- 「サンキスト・フルーツ・スナックス」
- 「サンキスト・カリフォルニア・ピスタチオ&アーモンド」

#### カナダ
- 「サンキスト・ビタミンC&サプリメント」
- 「サンキスト・フルーツ・スナックス」

#### 日本
- 「サンキスト」ブランドのジュース、ゼリー、冷菓：森永乳業が生産販売。
  - 「サンキスト100%オレンジ」「サンキスト100%アップル」「サンキスト100%グレープフルーツ」「サンキスト100%パインアップル」「サンキスト100%フルーツミックス」「サンキスト100%グレープ」
  - 「サンキスト和なしウォーター」「サンキストグレープウォーター」
  - 「サンキスト熟実ぶどう」
- 「サンキスト・ポチプラス」：森永乳業グループのクリニコが製造販売する医療用栄養補助食。
- 「サンキスト・C-5000タブレット」：森永製菓が生産販売。
- 「サンキスト・100%レモン」：ミツカンが製造販売する料理用レモン果汁。

#### 中国
- 「サンキストOJ」「サンキストGJ」「サンキスト・ジュース」「サンキスト・オレンジ・ソーダ」：「ASワトソングループ」傘下、香港ではワトソンズ、それ以外の中国国内では広州屈臣氏食品飲料公司（广州屈臣氏食品饮料有限公司）が生産販売している。中国では、「サンキスト」の中国語表記は「新奇士」。

#### 台湾
- 「サンキスト100%」「サンキスト麦茶」「サンキスト梅子緑茶」「サンキスト草苺総合果汁」「サンキスト四季珍果」：家郷事業股份公司（Country House, Inc.）が生産販売している。台湾では、「サンキスト」の中国語表記は「香吉士」。